# Las Animas (Colorado)
La ville de Las Animas est le siège du comté de Bent, situé dans le Colorado, aux États-Unis.
Selon le recensement de 2010, Las Animas compte 2 410 habitants. La municipalité s'étend sur 1,67 milles carrés (4,33 km2).
Son nom provient de la rivière Purgatoire (en), dont le nom espagnol est El Rio de las Animas Perdidos en Purgatorio (« La rivière des âmes perdues dans le Purgatoire »).

## Démographie
| 1880 | 1890 | 1900  | 1910  | 1920  | 1930  |
| ---- | ---- | ----- | ----- | ----- | ----- |
| 52   | 611  | 1 192 | 2 008 | 2 252 | 2 517 |

| 1940  | 1950  | 1960  | 1970  | 1980  | 1990  |
| ----- | ----- | ----- | ----- | ----- | ----- |
| 3 232 | 3 223 | 3 402 | 3 148 | 2 818 | 2 481 |

| 2000  | 2010  | - | - | - | - |
| ----- | ----- | - | - | - | - |
| 2 758 | 2 410 | - | - | - | - |